# Казе Чочаре (Потенца)
Казе Чочаре (итал. Case Ciociare) је насеље у Италији у округу Потенца, региону Базиликата.
Према процени из 2011. у насељу је живело 33 становника. Насеље се налази на надморској висини од 739 м.